# Menidia
Genre
Menidia est un genre de poissons de la famille des Atherinopsidae qui, selon les espèces, se rencontre en eau douce, saumâtre ou en eau de mer soit dans l'Atlantique Ouest soit sur le continent nord-américain.

## Description
Les membres de ce genre mesurent entre 50 et 150 mm et présentent un corps allongé. Ils possèdent deux nageoires dorsales dont la première est implantée à la moitié du corps, la deuxième, plus grande, étant centrée à l'aplomb de la nageoire anale. La caudale est nettement échancrée.

## Reproduction
L'une des espèces, M. clarkhubbsi, n'est composée que de femelles se reproduisant de manière asexuée. 

## Liste des espèces
Selon FishBase (2 fév. 2017) :
- Menidia audens Hay, 1882
- Menidia beryllina (Cope, 1867)
- Menidia clarkhubbsi (Echelle & Mosier, 1982)
- Menidia colei (Hubbs, 1936)
- Menidia conchorum (Hildebrand & Ginsburg, 1927)
- Menidia extensa (Hubbs & Raney, 1946)
- Menidia menidia (Linnaeus, 1766) - capucette
- Menidia peninsulae (Goode and Bean, 1879)